# 트라이나이트로톨루엔
트라이나이트로톨루엔(영어: trinitrotoluene 트라이나이트로우탈류인[*], IPA: [trainàitroutɑ́ljuìːn], TNT) 또는 문화어: 뜨로찔(러시아어: троти́л)은 폭발성의 화학 물질로 화학식은 C7H5N3O6이다. TNT는 1863년 독일 화학자 요제프 빌브란트(Joseph Wilbrand)가 최초로 제조하였으며, 1891년 독일에서 최초로 대량 생산을 시작하였다. TNT의 폭발력은 폭탄이나 기타 폭발물의 폭발력에 대한 기준으로 사용된다. RE 계수는 1.00이다.

## 연소의 화학식
2 C7H5N3O6 → 3 N2 + 5 H2O + 7 CO + 7 C

## 제조법
제조법은 1, 2, 3 단계와 연속법이 있다.
- 1단계는 반응이 격렬하고 위험하기 때문에 많이 쓰이지 않는다.
- 2단계는 작은 규모의 설비로 제조할 수 있으므로 실험 등에서 적은 양을 제조하는 데 이용한다. 황산과 질산, 혼합산을 사용하여 톨루엔을 2단계로 니트로화(nitro化)한다.
- 3단계, 연속법은 제품 순도를 높일 수 있어 취급이 쉬워지므로 공업에서 대량 생산에 쓰인다.

## 역사
- 1863년: 요제프 빌브란트(Joseph Wilbrand)가 톨루엔을 높은 온도에서 니트로화함으로써 처음으로 합성에 성공하였다.
- 1891년: 독일에서 공업적인 규모로 대량 생산을 시작하였다.
- 1901년: 피크르산(picric acid)을 대신하여 주요한 폭약이 되었다.

## 같이 보기
- 다이너마이트
- TNT 환산